# Oxira nigrosigna
Oxira nigrosigna là một loài bướm đêm trong họ Noctuidae.